# Hoabinh
Hoabinh is een geslacht van kevers uit de familie  
kniptorren (Elateridae).
Het geslacht is voor het eerst wetenschappelijk beschreven in 1941 door Fleutiaux.

## Soorten
Het geslacht omvat de volgende soort:
- Hoabinh coomani Fleutiaux, 1940